# Megalagrion molokaiense
Megalagrion molokaiense – gatunek ważki z rodziny łątkowatych (Coenagrionidae). Jest endemitem hawajskiej wyspy Molokaʻi. Brak stwierdzeń od 1927 toku, być może już wymarł.